# Nephrocerus scutellatus
Nephrocerus scutellatus – gatunek muchówki z podrzędu krótkoczułkich i rodziny Pipunculidae.
Gatunek ten opisany został w 1834 roku przez Justina P.M. Macquarta jako Pipunculus scutellatus.
Muchówka o ciele długości od 8 do 10 mm. Głowa jej ma szaro opyloną twarz. Czułki są czerwonożółte z czarnym biczykiem. Żółty tułów ma brunatny wzór na śródpleczu, ale pozbawiony jest brunatnej plamy u nasady tarczki. Krawędź tarczki zaopatrzona jest w od 6 do 8 długich szczecinek. Skrzydła są wyraźnie przydymione. Odnóża ubarwione są żółto z brunatnoczarnymi biodrami. Od pięciu do siedmiu długich szczecin występuje na końcowych członach stóp. Tylna para odnóży ma golenie bez rzędów długich szczecin na końcach.
Owad europejski, znany z Hiszpanii, Francji, Wielkiej Brytanii, Szwecji, Finlandii, Belgii, Holandii, Niemiec, Szwajcarii, Austrii, Danii, Polski, Czech, Słowacji, Węgier, Łotwy, Włoch, Chorwacji, Rumunii, Grecji i Rosji. Owady dorosłe są aktywne od maja do lipca.